# 琴盖尔新村
琴盖尔新村（匈牙利語：Csengerújfalu）是匈牙利索博尔奇-索特马尔-贝拉格州所辖的一个村。总面积25.61平方公里，总人口798，人口密度31.2人/平方公里（2011年1月1日）。